# Rupicapnos numidica
Espèce
Rupicapnos numidica est une espèce de plantes à fleurs de la famille des Papaveraceae endémique d'Afrique du Nord et trouvée en Tunisie et en Algérie.

## Taxinomie
Cette espèce a d'abord été décrite sous le nom de Fumaria numidica par Ernest Cosson et Michel Charles Durieu de Maisonneuve en 1855. Auguste Pomel rattache cette espèce au genre Rupicapnos qu'il crée en 1860.
Son nom vernaculaire français est Rupicanos de Numidie.

## Liste des sous-espèces
Selon Catalogue of Life (4 octobre 2013) :
- sous-espèce Rupicapnos numidica subsp. delicatula
- sous-espèce Rupicapnos numidica subsp. numidica

Selon Tropicos (4 octobre 2013) (Attention liste brute contenant possiblement des synonymes) :
- sous-espèce Rupicapnos numidica subsp. delicatula Maire
- sous-espèce Rupicapnos numidica subsp. numidica

## Écologie
La sous-espèce deliculata est une endémique algérienne.